# Alexandre Letellier
Alexandre Letellier (Parigi, 11 dicembre 1990) è un calciatore francese, portiere svincolato.

## Carriera

### Club
È cresciuto nelle giovanili del Paris Saint-Germain. Ha esordito nelle serie maggiori il 12 aprile 2013 con la maglia dell'Angers in un match pareggiato 0-0 contro il Niort.
Il 29 Gennaio 2018 venne ceduto in prestito allo Young Boys. Il 20 Luglio 2018 venne ceduto in prestito al Troyes. Il 1 Agosto 2019 venne ceduto in prestito al Sarpsborg 08. Tornato all'Angers, il 27 Gennaio 2020 venne ceduto a parametro zero all'Orléans. Il 25 Settembre 2020 venne acquistato dal Paris Saint-Germain. Nella stagione 2021-2022 vince la Ligue 1.

## Statistiche

### Presenze e reti nei club
Statistiche aggiornate al 1 luglio 2021.
| Stagione                   | Squadra                    | Campionato                 | Campionato | Campionato | Coppe nazionali | Coppe nazionali | Coppe nazionali | Coppe continentali | Coppe continentali | Coppe continentali | Altre coppe | Altre coppe | Altre coppe | Totale | Totale | Totale |
| Stagione                   | Squadra                    | Comp                       | Pres       | Reti       | Comp            | Pres            | Reti            | Comp               | Pres               | Reti               | Comp        | Pres        | Reti        | Pres   | Reti   |        |
| -------------------------- | -------------------------- | -------------------------- | ---------- | ---------- | --------------- | --------------- | --------------- | ------------------ | ------------------ | ------------------ | ----------- | ----------- | ----------- | ------ | ------ | ------ |
| 2009-2010                  | Paris Saint-Germain B      | L1                         | 14         | -16        | -               | -               | -               | -                  | -                  | -                  | -           | -           | -           | 14     | -16    |        |
| 2010-2011                  | Angers                     | L2                         | 0          | 0          | CF+CdL          | 0+0             | 0               | -                  | -                  | -                  | -           | -           | -           | 0      | 0      |        |
| 2011-2012                  | Angers                     | L2                         | 0          | 0          | CF+CdL          | 0+0             | 0               | -                  | -                  | -                  | -           | -           | -           | 0      | 0      |        |
| 2012-2013                  | Angers                     | L2                         | 1          | 0          | CF+CdL          | 0+3             | -3              | -                  | -                  | -                  | -           | -           | -           | 4      | -3     |        |
| 2013-2014                  | Angers                     | L2                         | 6          | -8         | CF+CdL          | 1+1             | -2 + -2         | -                  | -                  | -                  | -           | -           | -           | 8      | -12    |        |
| 2014-2015                  | Angers                     | L2                         | 4          | -4         | CF+CdL          | 0+2             | -3              | -                  | -                  | -                  | -           | -           | -           | 6      | -7     |        |
| 2015-2016                  | Angers                     | L1                         | 17         | -23        | CF+CdL          | 1+1             | -1 + -1         | -                  | -                  | -                  | -           | -           | -           | 19     | -25    |        |
| 2016-2017                  | Angers                     | L1                         | 6          | -9         | CF+CdL          | 3+0             | -2              | -                  | -                  | -                  | -           | -           | -           | 9      | -11    |        |
| 2017-gen. 2018             | Angers                     | L1                         | 13         | -17        | CF+CdL          | 0+1             | -2              | -                  | -                  | -                  | -           | -           | -           | 14     | -19    |        |
| Totale Angers              | Totale Angers              | Totale Angers              | 47         | -61        |                 | 13              | -16             |                    | -                  | -                  |             | -           | -           | 60     | -77    |        |
| gen.-giu. 2018             | Young Boys                 | SL                         | 1          | -1         | CS              | 0               | 0               | -                  | -                  | -                  | -           | -           | -           | 1      | -1     |        |
| 2018-2019                  | Troyes                     | L2                         | 1          | 0          | CF+CdL          | 0+3             | -4              | -                  | -                  | -                  | -           | -           | -           | 4      | -4     |        |
| ago.-dic. 2019             | Sarpsborg 08               | ES                         | 15         | -19        | CN              | -               | -               | -                  | -                  | -                  | -           | -           | -           | 15     | -19    |        |
| 2019-2020                  | Orléans                    | L2                         | 6          | -11        | CF+CdL          | 0+0             | 0               | -                  | -                  | -                  | -           | -           | -           | 6      | -11    |        |
| 2020-2021                  | Paris Saint-Germain        | L1                         | 0          | 0          | CF              | 0               | 0               | UCL                | 0                  | 0                  | SF          | -           | -           | 0      | 0      |        |
| 2021-2022                  | Paris Saint-Germain        | L1                         | 1          | 0          | CF              | 0               | 0               | UCL                | 0                  | 0                  | SF          | 0           | 0           | 1      | 0      |        |
| Totale Paris Saint-Germain | Totale Paris Saint-Germain | Totale Paris Saint-Germain | 1          | 0          |                 | 0               | 0               |                    | 0                  | 0                  |             | 0           | 0           | 1      | 0      |        |
| Totale carriera            | Totale carriera            | Totale carriera            | 84         | -92+       |                 | 16              | -20             |                    | 0                  | 0                  |             | 0           | 0           | 100    | -112+  |        |

## Palmarès

### Competizioni nazionali
- Campionato svizzero: 1

Young Boys: 2017-2018
- Campionato francese: 3

Paris Saint-Germain: 2021-2022, 2022-2023,  2023-2024
- Supercoppa francese: 2

Paris Saint-Germain: 2022, 2023
- Coppa di Francia: 1

Paris Saint-Germain: 2023-2024